# Bohater Albanii
Bohater Albanii (alb. Hero i Popullit) – najwyższy tytuł honorowy nadawany obywatelom Albanii w okresie komunistycznym za szczególne zasługi dla państwa i narodu albańskiego związane z dokonaniem bohaterskiego czynu. Wzorowany zarówno w formule, jak i wyglądzie odznaki na tytule Bohatera Związku Radzieckiego.

## Historia
Tytuł Bohatera Albanii zostały ustanowiony 9 lipca 1945 roku, a następnie zatwierdzony przez albański parlament 24 października 1954 roku. Wraz z tytułem Bohatera Albanii wyróżnieni otrzymywali Order Złotej Gwiazdy. Tytuł mógł być nadany pośmiertnie.
Tytuł nadawało Prezydium Zgromadzenia Ludowego na wniosek rządu. W większości wyróżnionymi byli żołnierze, oficerowie i generałowie Ludowej Armii Albanii, a także formacji podległych Ministerstwu Spraw Wewnętrznych. Uzasadnienie przyznania nagrody mogło być następujące:
- za bohaterski czyn spełniony podczas wykonywania obowiązków w obronie terytorium Albanii;
- za osobiste lub zbiorowe bohaterskie czyny dokonane w czasie wojny;
- za odwagę i determinację w kierowaniu oddziałami wojskowymi do zwycięstwa nad wrogiem w trudnych sytuacjach bojowych, oddając w ten sposób wielką zasługę państwu i ludowi[1].

W sumie tytuł otrzymało 151 osób. Enver Hoxha jako jedyny otrzymał nagrodę dwukrotnie. W tej liczbie zawierają się także osoby, które później zostały napiętnowane jako „wrogowie socjalizmu” i ostatecznie stracone oraz pozbawione tytułu. Dekretem nr 1018 z dnia 13 lutego 1995 roku odebrano tytuły Bohatera Albanii samemu Hoxhy i innym przywódcom albańskiej partii komunistycznej za zbrodnie przeciwko narodowi. Jednocześnie po upadku komunizmu w Albanii zaprzestano nadawania tytułu.

## Opis
Wyróżnieni otrzymywali świadectwo nadania tytułu oraz odznakę – Order Złotej Gwiazdy wykonany z 20-karatowego złota o wadze 18,5 grama. Rodziny odznaczonych pośmiertnie były uprawnione do otrzymywania miesięcznej renty w wysokości 3000 leków, niezależnie od pozostałych źródeł dochodów. Wyróżniony lub rodzina wyróżnionego, w przypadku nadania pośmiertnego, mieli także pierwszeństwo w nabyciu bonów podróżnych oraz w przyjęciu do wszystkich rodzajów szkół lub na kursy specjalistyczne. Po śmierci wyróżnionego medal wracał do Prezydium Zgromadzenia Ludowego, ale świadectwo nadania mogło zostać zatrzymane przez rodzinę na pamiątkę.